# Shefford (circonscription fédérale)
Pour les articles homonymes, voir Shefford.
Circonscription électorale fédérale du Canada
Shefford est une circonscription électorale fédérale au Québec (Canada).
La circonscription du sud de la province, qui s'étend d'ouest en est entre Montréal et Sherbrooke, chevauche les régions québécoises de Montérégie et d'Estrie. 

## Géographie
Elle comprend la MRC de La Haute-Yamaska et des parties des MRC du Val-Saint-François et de Rouville. 
Elle comprend notamment les villes de Granby, Saint-Césaire, Valcourt et Waterloo, les municipalités Rougemont, Sainte-Angèle-de-Monnoir, Ange-Gardien, Saint-Paul-d'Abbotsford, Saint-Alphonse-de-Granby, Sainte-Cécile-de-Milton, Saint-Joachim-de-Shefford, Warden, Sainte-Anne-de-la-Rochelle, Bonsecours, Lawrenceville et Racine ainsi que les municipalités de canton de Roxton Pond, Shefford, Maricourt et Valcourt.
Les circonscriptions limitrophes sont Brome—Missisquoi, Saint-Jean, Beloeil—Chambly, Saint-Hyacinthe—Bagot, Drummond et Richmond—Arthabaska.

## Historique
C'est l'Acte de l'Amérique du Nord britannique de 1867 qui créa ce qui fut appelé le district électoral de Shefford.

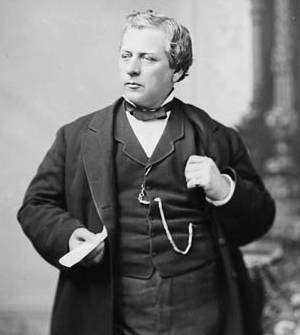
Lucius Seth Huntington

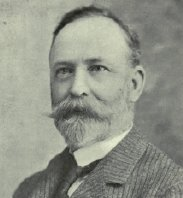
Charles Henry Parmelee

## Députés
| Législature | Années        | Député                 | Parti                 | Parti                     |
| ----------- | ------------- | ---------------------- | --------------------- | ------------------------- |
| Shefford    |               |                        |                       |                           |
| 1e          | 1867–1872     | Lucius Seth Huntington |                       | Libéral                   |
| 2e          | 1872–1874     | Lucius Seth Huntington |                       | Libéral                   |
| 3e          | 1874–1878     | Lucius Seth Huntington |                       | Libéral                   |
| 4e          | 1878–1882     | Lucius Seth Huntington |                       | Libéral                   |
| 5e          | 1882–1887     | Michel Auger           |                       | Libéral indépendant       |
| 6e          | 1887–1891     | Antoine Audet          |                       | Conservateur              |
| 7e          | 1891–1896     | John Robbins Sanborn   |                       | Libéral                   |
| 8e          | 1896–1900     | Charles Henry Parmelee |                       | Libéral                   |
| 9e          | 1900–1904     | Charles Henry Parmelee |                       | Libéral                   |
| 10e         | 1904–1908     | Charles Henry Parmelee |                       | Libéral                   |
| 11e         | 1908–1911     | Henry Edgarton Allen   |                       | Libéral                   |
| 12e         | 1911–1917     | Georges Henri Boivin   |                       | Libéral                   |
| 13e         | 1917–1921     | Georges Henri Boivin   |                       | Libéral                   |
| 14e         | 1921–1925     | Georges Henri Boivin   |                       | Libéral                   |
| 15e         | 1925–1926     | Georges Henri Boivin   |                       | Libéral                   |
| 16e         | 1926–1930     | Pierre-Ernest Boivin   |                       | Libéral                   |
| 17e         | 1930–1935     | J.-Eugène Tétreault    |                       | Conservateur              |
| 18e         | 1935–1940     | Joseph-Hermas Leclerc  |                       | Libéral                   |
| 19e         | 1940–1945     | Joseph-Hermas Leclerc  |                       | Libéral                   |
| 20e         | 1945–1949     | Marcel Boivin          |                       | Libéral                   |
| 21e         | 1949–1953     | Marcel Boivin          |                       | Libéral                   |
| 22e         | 1953–1957     | Marcel Boivin          |                       | Libéral                   |
| 23e         | 1957–1958     | Marcel Boivin          |                       | Libéral                   |
| 24e         | 1958–1962     | Marcel Boivin          |                       | Libéral                   |
| 25e         | 1962–1963     | Gilbert Rondeau        |                       | Crédit social             |
| 26e         | 1963–1963     | Gilbert Rondeau        |                       | Crédit social             |
| 26e         | 1963–1965     | Gilbert Rondeau        | Ralliement créditiste |                           |
| 27e         | 1965–1968     | Louis-Paul Neveu       |                       | Libéral                   |
| 28e         | 1968–1971     | Gilbert Rondeau        |                       | Ralliement créditiste     |
| 28e         | 1971–1972     | Gilbert Rondeau        | Crédit social         |                           |
| 29e         | 1972–1974     | Gilbert Rondeau        | Crédit social         |                           |
| 30e         | 1974–1977     | Gilbert Rondeau        | Crédit social         |                           |
| 30e         | 1977–1979     | Gilbert Rondeau        |                       | Indépendant               |
| 31e         | 1979–1980     | Jean Lapierre          |                       | Libéral                   |
| 32e         | 1980–1984     | Jean Lapierre          |                       | Libéral                   |
| 33e         | 1984–1988     | Jean Lapierre          |                       | Libéral                   |
| 34e         | 1988–1990     | Jean Lapierre          |                       | Libéral                   |
| 34e         | 1990–1993     | Jean Lapierre          |                       | Bloc québécois            |
| 35e         | 1993–1997     | Jean Leroux            |                       | Bloc québécois            |
| 36e         | 1997–2000     | Diane St-Jacques       |                       | Progressiste-conservateur |
| 36e         | 2000–2000     | Diane St-Jacques       |                       | Libéral                   |
| 37e         | 2000–2004     | Diane St-Jacques       |                       | Libéral                   |
| 38e         | 2004–2006     | Robert Vincent         |                       | Bloc québécois            |
| 39e         | 2006–2008     | Robert Vincent         |                       | Bloc québécois            |
| 40e         | 2008–2011     | Robert Vincent         |                       | Bloc québécois            |
| 41e         | 2011–2015     | Réjean Genest          |                       | Néo-démocrate             |
| 42e         | 2015–2019     | Pierre Breton          |                       | Libéral                   |
| 43e         | 2019–2021     | Andréanne Larouche     |                       | Bloc québécois            |
| 44e         | 2021–2025     | Andréanne Larouche     |                       | Bloc québécois            |
| 45e         | 2025–en cours | Andréanne Larouche     |                       | Bloc québécois            |

## Résultats électoraux
| |
| - Parti libéral - Parti conservateur - NPD - Bloc québécois - Parti vert - Parti populaire - Alliance canadienne - Crédit social |

|       | Candidat         | Parti          | # de voix | % des voix |
|       | Sylvie Fontaine  | Conservateur   | +07 529,  | 12,78 %    |
|       | Jocelyn Beaudoin | Bloc québécois | +13 092,  | 22,22 %    |
|       | Pierre Breton    | Libéral        | +22 957,  | 38,96 %    |
|       | Claire Mailhot   | NPD            | +13 945,  | 23,67 %    |
|       | Simon McMillan   | Vert           | +01 397,  | 2,37 %     |
| Total | Total            | Total          | 58 920    | 100 %      |

|       | Candidat                 | Parti          | # de voix | % des voix |
|       | Mélisa Leclerc           | Conservateur   | +07 908,  | 14,65 %    |
|       | (sortant) Robert Vincent | Bloc québécois | +12 615,  | 23,37 %    |
|       | Bernard Demers           | Libéral        | +04 855,  | 8,99 %     |
|       | Réjean Genest            | NPD            | +27 575,  | 51,09 %    |
|       | Patrick Daoust           | Vert           | +01 022,  | 1,89 %     |
| Total | Total                    | Total          | 53 975    | 100 %      |

|       | Candidat                 | Parti          | # de voix | % des voix |
|       | Jean Lambert             | Conservateur   | +09 927,  | 19,63 %    |
|       | (sortant) Robert Vincent | Bloc québécois | +21 650,  | 42,82 %    |
|       | Bernard Demers           | Libéral        | +10 810,  | 21,38 %    |
|       | Simon Gnocchini Messier  | NPD            | +06 323,  | 12,51 %    |
|       | Michel M. Champagne      | Vert           | +01 848,  | 3,66 %     |
| Total | Total                    | Total          | 50 558    | 100 %      |